# Colombina

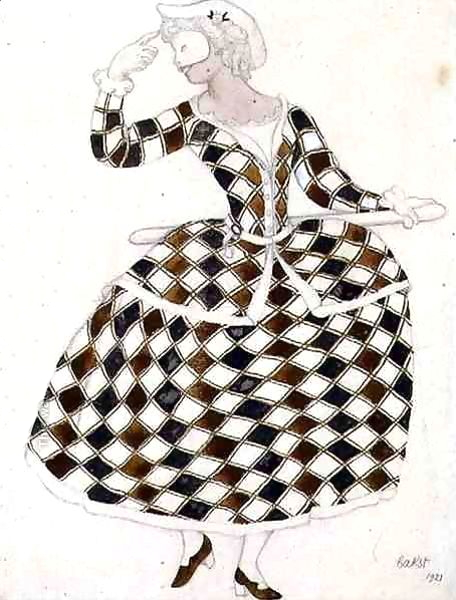
Colombina

Colombina és un personatge femení clàssic de la Commedia dell'Arte que sovint fa parella amb Arlequí. És una serventa jove i com a tal parlava toscà macarrònic. Els seus dots són la malícia i una certa trapelleria i sentit pràctic. Aquest personatge ja estava prefigurat a La Mosqueta, una obra teatral precursora de la commedia dell'arte.
Com els altres intèrprets de la Commedia dell'Arte, les actrius havien de ser còmiques, ballarines, acròbates i músiques. Colombina i els altres personatges femenins de la Commedia dell'Arte van ser els primers papers femenins interpretats per dones.